# Batis capensis
Batis capensis là một loài chim trong họ Platysteiridae.